# Зграда у ул. Станка Пауновића 39 у Нишу
Зграда у Ул. Станка Пауновића 36, налази се у Нишу, сада под измењеним називом Зграда у Улици Генерала Милојка Лешјанина бр. 36.

## Историја
Зграда у Улици Генерала Милојка Лешјанина бр. 36 je изграђена је 1922. године и налази се готово у центру Ниша. Била је то породична кућа Јордана Цветковића Рошка,нишког трговца. Јорданов отац Никола, био је пекар и уз помоћ брата Ставре, доградио је млин, један од највећих у земљи - „Млин браће Цветковић“ и увео електрични погон. Такође је постао власник првог аутоматског млина у Нишу.

## Архитектура
Архитекта из Београда Чедомир Глишић је пројектовао зграду. Ова грађевина високог је приземља и врло је пространа. Вештачки камен доминира у овој градњи, у духу је академизма и сецесије са вредним фасадним детаљима и орнаментима. Од фасадних украса карактеристичне су људске фигуре смештене у атици зграде, које су постављене са предње и бочне стране. Три велика пехара налазе се на почетку и крају фасадног дела. Ниша се рељефном декорацијом шкољке урађена је на предњем делу зграде где се налазе и три прозора - два су правоугаолног, а трећи полукружног облика.